# XM214
Das XM214 ist ein nach dem Prinzip der Gatling-Kanone arbeitendes Maschinengewehr im Kaliber 5,56 × 45 mm NATO. Die Waffe wird auch als Microgun bezeichnet, da es die verkleinerte Version der Minigun (Kaliber 7,62 mm) ist.

## Entwicklung und Aufbau
Die XM214 wurde in den 1970er-Jahren auf Basis der M134 Minigun entwickelt. Es handelt sich im Prinzip um eine verkleinerte Version der M134: statt der schweren 7,62 × 51-mm-NATO-Munition nutzte sie die kleinere NATO-Standardmunition im Kaliber 5,56 × 45 mm.
Die sechs Läufe, mit je einem Verschluss, sind kreisförmig angeordnet und werden in Rotation versetzt. Dadurch laufen die Prozesse Laden-Schießen-Entladen gleichzeitig ab und die Kadenz ist dementsprechend sehr hoch. Die Nachladefunktion wird durch einen elektrischen Fremdantrieb verwirklicht. Die Feuergeschwindigkeit beträgt ca. 10.000 Schuss/Minute (6000 Schuss/Minute bei der Minigun M134) die Rückstoßkraft liegt bei 109 kp (ca. 1070 N). 
Es gab Versuche, die XM214 als Bewaffnung der US Special Forces einzusetzen. General Electric bot eine Six-Pak genannte Version der XM214 an, bestehend aus der Waffe, zwei Munitionskassetten zu je 500 Schuss und einem 24-Volt-NiCd-Akku, dessen Kapazität zur Abgabe von rund 3000 Schuss reichte. Das Gesamtgewicht des Systems lag bei 38,6 kg und konnte in zwei Lasten aufgeteilt werden. Auf die Waffe selbst entfielen davon je nach Quelle 12,25 kg bzw. 10,5 kg. 
Wegen des Gewichts, wegen des Akkus und nicht zuletzt wegen der durch die Feuergeschwindigkeit hohen Gefahr von Querschlägern und des enormen Munitionsverbrauchs erwies sich das System jedoch als untauglich für diesen Zweck. Da sich die Patrone 5,56 × 45 mm auch nicht zur Flugabwehr oder zur Bekämpfung von Fahrzeugen eignet, wurde die XM214 nur in geringer Stückzahl produziert.